# 儲郁文
储郁文，字允韬，江南宜興人。清朝官員。
储郁文为康熙五十三年（1714年）舉人，康熙六十年（1721年）三甲进士，授徽州府学教授。
儲郁文為進士儲方慶之子。兄儲大文、弟儲雄文皆中同榜進士，兄儲在文為康熙四十八年進士。